# Andreas Riehl młodszy
Andreas Riehl mł. (ur. ok. 1551 we Wrocławiu, zm. przed 14 sierpnia 1613 w Ansbach) – niemiecki malarz aktywny w Norymberdze i Ansbach.

## Życie
Jego ojcem był malarz wrocławski Andreas Riehl starszy. Z powodu zatargu z cechem malarzy wyjechał z Wrocławia do Norymbergi, gdzie w 1575 roku został przyjęty w poczet obywateli. Od 1596 roku pracował dla elektora brandenburskiego Jana Jerzego. W 1598 wyjechał do Ansbach, gdzie od 1599 piastował urząd malarza nadwornego margrabiego brandenburskiego Jerzego Fryderyka. Zmarł w 1613 roku; jego pogrzeb odbył się 14 sierpnia.

## Twórczość
Andreas Riehl malował głównie portrety. Jego styl bliski był pracom Hansa Krella. Jest autorem portretów członków rodu Hohenzollernów, w tym kilka całopostaciowych. Przedstawiane postacie były sztywne lecz ukazane w bogatych, pełnych przepychu szat z  precyzyjnie oddanymi detalami. Według kustosza Muzeum Narodowego we Wrocławiu Marka Pierzchały „demonstrował w smukłych postaciach i efektach światłocieniowych kapryśną nonszalancję manierysty”. Jest autorem portretu Stefana Batorego, znajdującego się obecnie w Muzeum Narodowym we Wrocławiu. Swoje obrazy sygnował, podobnie jak ojciec, wzorowanym na dürerowskim monogramem „AR”.
- Portret Stefana Batorego – ok. 1600, 106 × 186, portret sygnowany "AR" (monogram wiązany), Muzeum Narodowe we Wrocławiu;
- Portret Jerzego Fryderyka Hohenzollerna – po 1601, 113 × 96, Muzeum Narodowe we Wrocławiu;
- Portret Sophie von Brandenburg – 1586, 99.3 × 79 cm[3];
- Portret Erdmuty brandenburskiej – ok. 1590, ostatnia kolekcja: Pomorskie Muzeum Krajowe w Szczecinie, obraz po II wojnie światowej uznany za zaginiony.